# Luigi Rossi di Montelera
Luigi Rossi di Montelera (Torino, 14 maggio 1946 – Aosta, 15 novembre 2018) è stato un politico e dirigente d'azienda italiano.

## Biografia
Appartenente alla nobile famiglia piemontese dei Rossi di Montelera, si è laureato in Giurisprudenza presso l'Università degli Studi di Torino.
Il 14 novembre 1973 è stato rapito da un gruppo di banditi e tenuto prigioniero nel bunker di un cascinale di Treviglio.
È stato liberato il 14 marzo 1974 dagli agenti della Guardia di Finanza che sono riusciti a rintracciarlo dopo una lunga e complessa attività investigativa. Il caso ha suscitato all'epoca dei fatti molto clamore mediatico, specialmente a livello locale.
Sposato e padre di tre figli, è deceduto il 15 novembre 2018, all'ospedale di Aosta, a causa di un infarto che lo ha colpito nel corso di una battuta di caccia.

## Carriera dirigenziale
Svolge la propria attività di manager prevalentemente in imprese private del settore enologico.
Nel 1970 comincia a lavorare come dirigente per la Martini & Rossi S.p.A. Tra il 1995 ed il 2008 è stato presidente della Bacardi-Martini. Dal 2003 al 2008 è stato membro del consiglio direttivo di Confindustria e dal 2004 al 2008 presidente di Confindustria Piemonte.
Nel triennio 2003-2006 è stato presidente di Federalimentare.
Inoltre faceva parte del consiglio di amministrazione di Cassa di Risparmio di Torino.

## Attività politica
È stato consigliere comunale di Val della Torre. 
È stato eletto deputato per la Democrazia Cristiana dal 1976 al 1992. 
Dal 1987 al 1989 è stato anche Sottosegretario di Stato del Ministero del turismo e dello spettacolo sotto il ministro Franco Carraro.